# Ловски, Фэй

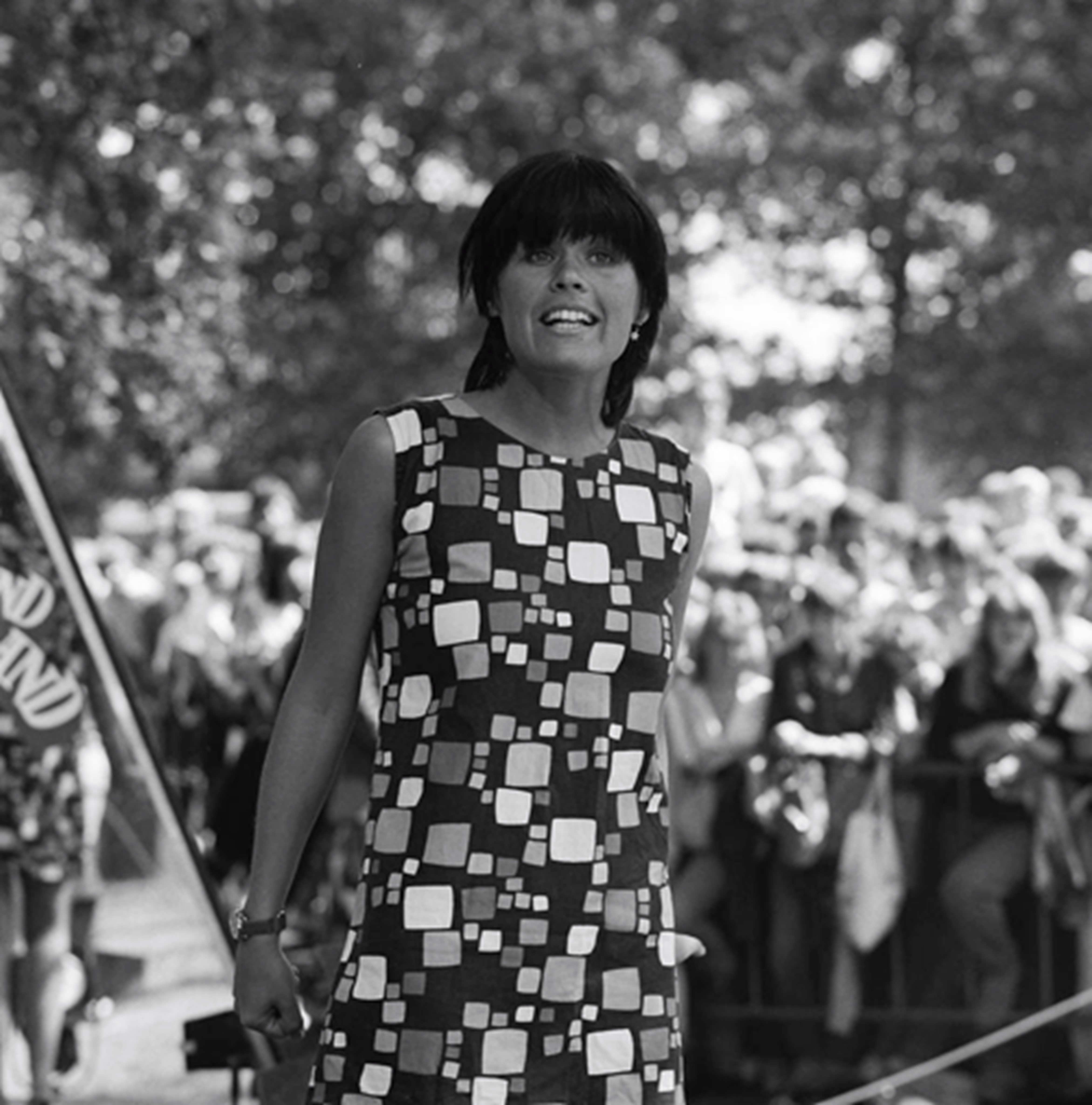
Фэй Ловски

Фэй Ловски (англ. Fay Lovsky, настоящая фамилия Лёйендейк, нидерл. Luyendijk; род. 11 сентября 1955, Лейден) — нидерландская поп-, рок- и фолк-певица и музыкант.
Окончила амстердамскую Академию Геррита Ритвельда со специализацией в области аудиовизуального оформления. В 1980 году записала первый альбом «Sound on Sound», в 1981 году добилась первого значительного успеха с рождественской песней «Christmas Was a Friend of Mine». В дальнейшем участвовала в различных поп- и рок-коллективах — в частности, играла на пиле, укулеле и терменвоксе в составе французской группы «Les Primitifs du Futur», на терменвоксе и маримбе в группе OMFO.